# Gene Loves Jezebel
Gene Loves Jezebel ist eine britische Rockband, die in den frühen 1980er Jahren gegründet wurde.

## Bandgeschichte
Die Band wurde 1980 von Michael und John Aston, Ian Hudson, Steven Davis und Snowy White als Slav Aryan im walisischen Porthcawl gegründet. 1981 zogen die Ashton-Brüder und Hudson nach London, benannten die Band in Gene Loves Jezebel (nach dem US-amerikanischen Rock-’n’-Roll-Sänger Gene Vincent und dessen 1961 veröffentlichter, wenig erfolgreicher Single Jezebel) um und komplettierten das Line-up mit der späteren All-About-Eve-Sängerin Julianne Regan am Bass und James Chater am Schlagzeug. Die vom Gothic Rock beeinflusste Band nahm von 1983 bis 1990 vier Alben auf, die von Situation Two und dessen Mutterlabel Beggars Banquet veröffentlicht wurden. Ihren größten Hitparadenerfolg hatte die Band mit dem Album Discover, das 1986 Platz 32 der britischen Charts erreichte. Mittlerweile hat sich die Band um die Zwillinge Jay und Michael Aston in zwei Fraktionen aufgeteilt, die beide unter dem Namen Gene Loves Jezebel auftreten und weitere Alben hervorbrachten.

## Diskografie

### Studioalben
| Jahr | Titel              | Höchstplatzierung, Gesamtwochen, AuszeichnungChartplatzierungen (Jahr, Titel, Platzierungen, Wochen, Auszeichnungen, Anmerkungen) | Höchstplatzierung, Gesamtwochen, AuszeichnungChartplatzierungen (Jahr, Titel, Platzierungen, Wochen, Auszeichnungen, Anmerkungen) | Anmerkungen                                                       |
| Jahr | Titel              | UK | US | Anmerkungen                                                       |
| ---- | ------------------ | --- | --- | ----------------------------------------------------------------- |
| 1986 | Discover           | UK32 (4 Wo.)UK | US155 (19 Wo.)US | Erstveröffentlichung: Juli 1986 Produzent: Gary Lyons             |
| 1987 | The House of Dolls | UK81 (1 Wo.)UK | US108 (22 Wo.)US | Erstveröffentlichung: Oktober 1987 Produzent: Peter Walsh         |
| 1990 | Kiss of Life       | — | US123 (14 Wo.)US | Erstveröffentlichung: Juli 1990 Produzenten: Paul Fox, Tim Palmer |

Weitere Alben
- 1983: Promise
- 1985: Immigrant
- 1993: Heavenly Bodies
- 1998: You Love It! (limitierte, grobabgemischte Vorabversion des Albums VII)
- 1999: VII
- 2001: Giving Up the Ghost
- 2003: Exploding Girl
- 2017: Dance Underwater

### Livealben
- 1986: Glad to Be Alive (Aufnahme: The Manor Mobile im Rock City Nottingham, März 1986)
- 1995: In the Afterglow (Doppelalbum)
- 1999: Live in the Voodoo City
- 2002: Accept No Substitute: Greatest Hits Live (Doppelalbum)
- 2003: The Thornfield Sessions

### Kompilationen
- 1995: From the Mouths of Babes
- 1998: Desire: Greatest Hits Remixed
- 1999: Voodoo Dollies: The Best of Gene Loves Jezebel
- 2005: The Anthology (mit Jay Aston; 2 CDs)
- 2009: Dead Sexy (2 CDs)
- 2013: 5 Albums (Box mit 5 CDs)

### Singles
| Jahr | Titel Album                           | Höchstplatzierung, Gesamtwochen, AuszeichnungChartplatzierungen (Jahr, Titel, Album, Platzierungen, Wochen, Auszeichnungen, Anmerkungen) | Höchstplatzierung, Gesamtwochen, AuszeichnungChartplatzierungen (Jahr, Titel, Album, Platzierungen, Wochen, Auszeichnungen, Anmerkungen) | Anmerkungen |
| Jahr | Titel Album                           | UK | US | Anmerkungen |
| ---- | ------------------------------------- | --- | --- | --- |
| 1986 | Sweetest Thing Discover               | UK75 (2 Wo.)UK | — | Erstveröffentlichung: März 1986 Autor: Jay Aston                                                                    |
| 1986 | Heartache Discover                    | UK71 (2 Wo.)UK | — | Erstveröffentlichung: Mai 1986 Autoren: James Stevenson, Jay Aston, Marcus Gilvear, Michael Aston, Peter Rizzo      |
| 1986 | Desire (Come and Get It) Discover     | UK95 (2 Wo.)UK | — | Erstveröffentlichung: Oktober 1986 Autor: Jay Aston                                                                 |
| 1987 | The Motion of Love The House of Dolls | UK56 (3 Wo.)UK | US87 (3 Wo.)US | Erstveröffentlichung: 24. August 1987 Autoren: James Stevenson, Jay Aston, Michael Aston, Peter Rizzo               |
| 1987 | Gorgeous The House of Dolls           | UK68 (2 Wo.)UK | — | Erstveröffentlichung: 23. November 1987 Autoren: James Stevenson, Jay Aston, Michael Aston, Peter Rizzo, Chris Bell |
| 1990 | Jealous Kiss of Life                  | — | US68 (10 Wo.)US | Erstveröffentlichung: August 1990 Autor: Jay Aston                                                                  |

Weitere Singles
- 1982: Shaving My Neck
- 1983: Screaming
- 1983: Bruises
- 1984: Influenza (Relapse)
- 1984: Shame (Whole Heart Howl)
- 1985: Cow
- 1985: Desire
- 1988: Suspicion
- 1990: Tangled Up in You
- 1992: Josephina
- 1998: Love Keeps Dragging Me Down
- 2005: Exploding Girl
- 2005: Love No Longer (Sets You Free)